# Маньково (Островский район)
Маньково — деревня в Островском районе Псковской области. Входит в состав Островской волости.

Расположена на правом берегу реки Великая, в 10 км к востоку от центра города Остров.
| 2001 | 2002 | 2010 | 2013 |
| ---- | ---- | ---- | ---- |
| 12   | ↗14  | ↘10  | →10  |

## История
Деревня до апреля 2015 года входила в состав ныне упразднённой Городищенской волости района.